# История биполярного аффективного расстройства
История биполярного аффективного расстройства — история возникновения, формирования и трансформации концепции «биполярного аффективного расстройства». Первая модель биполярного расстройства возникла в середине XIX века во Франции. В начале XX века приобретает популярность классификация психических расстройств Эмиля Крепелина. Биполярное расстройство в этой классификации считалось не отдельной нозологической единицей, а одним из вариантов маниакально-депрессивной болезни (группы аффективных расстройств с благоприятным прогнозом). В 1960-х годах на основе исследований с акцентом на факторах наследственности появилась современная модель биполярного расстройства как самостоятельной нозологической единицы. В конце XX века происходит существенное расширение диагностических критериев биполярного расстройства. Возникает понятие «биполярного расстройства II типа» — нового типа биполярного расстройства, при котором отсутствуют полноценные мании. Когда-то относительно редкое расстройство становится одним из самых распространённых в западных странах.

## В Древней Греции
Опираясь на тексты греческих авторов, историк психиатрии Дэвид Хили делает вывод, что им было не знакомо понятие биполярного расстройства. Греки выделяли состояния меланхолии и мании, помешательства, но аналогов биполярного расстройства ими ясно обозначено не было. Подмечали, что приступы меланхолии и мании могут встречаться у одного человека, но в таком случае меланхолию рассматривали как предварительную стадию перед погружением в маниакальное безумие. Нужно принимать во внимание, что понятия «меланхолии» и «мании», которые использовали греки в те времена, имеют определённое сходство с тем, что в современной психиатрии трактуется как большое депрессивное расстройство и мания, но в то же время во многом отличаются от них. Для греков понятие мании относилось к любому безумию с проявлениями возбуждения, а меланхолии — к любому состоянию подавленности. Большинство «маний» были, вероятно, бредовыми состояниями, а меланхолии могли быть чем угодно, от болезни Паркинсона до гипотиреоза.

## Новое время
Новый этап в развитии психиатрии наступил, когда появились внушительных размеров лечебницы, где стало возможно наблюдать и изучать большое количество людей с психическими расстройствами, собранных в одном месте, устанавливать сходства и различия между ними. В конце XVIII века английские, немецкие и голландские специалисты в лечебницах продолжали рассматривать меланхолию и манию как стадии развития безумия. Суперинтендант Бедлама Джон Хеслем в 1778 году указал на сходство между манией и меланхолией. Он не считал их различными, противоположными друг другу болезнями и отмечал, что при вскрытии в мозгах таких пациентов не было обнаружено ничего необычного. Разные состояния, по его наблюдениям, могут сменять друг друга: «Мы постоянно видим, как одержимые яростной манией вдруг неожиданно погружаются в глубокую меланхолию, а самые печальные и несчастные создания становятся рассвирепевшими и бредящими».
Французский алиенист Жан-Этьен Эскироль предложил концепцию «частичного безумия», согласно которой безумие может быть не полным, а затрагивать лишь отдельные аспекты человеческой личности. Поэтому у человека могут быть нарушения в эмоциональной сфере, а интеллект оставаться сохранным. Благодаря идеям Эскироля стало ещё проще рассматривать манию как этап на пути от частичного безумия к безумию полному, а не один из полюсов при колебаниях настроения.
Эскироль также отмечал, что варианты безумия могут встречаться как по отдельности, так и совместно в различных комбинациях, и это тоже позволяло трактовать присутствие мании и депрессии у одного пациента как случайное совпадение.

## Открытие нового расстройства во Франции в середине XIX века
Первые концепции, близкие к современной модели биполярного расстройства, появились в середине XIX века в Европе.
Факт открытия маниакально-депрессивной болезни или биполярного расстройства послужил предметом споров между Жюлем Байярже и Жан-Пьером Фальре. Эти два французских психиатра практически одновременно публично выступили с сообщением об открытии нового расстройства.

### Жюль Байярже и «помешательство в двух формах»
Жюль Байярже первым сделал публичное заявление в медицинской Академии в Париже. Он начал с указания на ярко выраженные отличия между состояниями меланхолии и мании. Меланхолик слаб и нерешителен, инертен, молчалив, а одержимый манией полон самоуверенности и энергии. В теории эти различные состояния должны быть чужеродны друг другу и быть разделены огромной дистанцией. На практике же, по словам Байярже, меланхолия может переходить в манию и наоборот, словно секретная связь соединяет две этих разных болезни.
Байярже отметил, что Пинель и Эскироль тоже упоминали примеры подобных трансформаций, но сам феномен не был должным образом изучен.
Проанализировав значительное количество наблюдений, Байярже сделал вывод, что подобные случаи нельзя считать просто случайным сочетанием сменяющихся приступов депрессии и возбуждения или произвольным совпадением разных типов безумия, о котором говорил Эскироль. Это не два разных расстройства, а две фазы одной болезни, которой Байярже дал название «помешательство в двух формах» (фр. folie à double forme).
В своём выступлении Байярже описывает ряд пациентов, страдавших, по его мнению, открытой им болезнью «помешательством в двух формах». Первым он упоминает случай двадцативосьмилетней женщины Х. С шестнадцати лет у неё были несколько приступов мании, а с двадцати одного года у неё наблюдалась очевидно постоянная болезнь с приступами мании в длительностью в пятнадцать дней, за которым следовала примерно такая по продолжительности меланхолия. После этого наступал небольшой промежуток относительного благополучия, длившийся обычно всего несколько дней, а максимально — несколько месяцев. Другой случай — женщина, у которой в двадцать восемь лет был первый эпизод меланхолии и не было ничего, кроме приступов меланхолии, до возраста тридцати шести лет. Когда ей исполнилось тридцать шесть лет, то после шести недель меланхолии она становилась взбудораженной, у неё начиналась ажитация, бессонница, и так длилось два месяца. Затем женщина восстанавливалась и чувствовала себя нормально в течение восьми месяцев. Каждый год у неё повторялись одинаковые приступы с одинаковыми симптомами и в одно и то же время. В других двух случаях у пациентов были более продолжительные эпизоды депрессии в шесть месяцев, за которыми следовали шесть месяцев эмоционального возбуждения, и такие циклы повторялись несколько лет. У нескольких других пациентов приступы длились очень недолго — неделю или несколько дней.
Байярже утверждает, что чем короче эпизоды, тем более резко между ними совершается переход из одного состояния в другое. Пациенты с короткими эпизодами могут лечь спать в меланхолии, а проснуться уже в мании. Если же эпизоды длятся относительно долго, то переход может быть смазанным и плохо заметным. У некоторых наступает период относительного благополучия, когда пациента могут посчитать выздоровевшим и отпустить из лечебницы.
Закончив с обозрением клинических случаев в своем докладе, Байярже делает обобщение, разбивая пациентов на разные группы в зависимости от течения заболевания. У одних пациентов может быть один приступ меланхолии, что заканчивается единственным приступом мании. У других такие приступы могут повторяться до десяти раз в промежуток времени от двух до шести лет. У третьей группы присутствуют регулярные интермиссии. А у последней, четвёртой группы отсутствуют интермиссии. Байярже говорил, что болезнь обычно длится несколько лет, а её приступы можно образно сравнить со звеньями цепи, каждое из которых связано с последующими.

### Жан-Пьер Фальре и циркулярный психоз
Жан-Пьер Фальре выступил на заседании медицинской Академии в Париже 14 февраля 1854 года, через две недели после доклада Байярже о новом типе безумия. Фальре заявил, что уже много лет осведомлен о существовании такой болезни. Он регулярно упоминает эту разновидность безумия в своих лекциях в Сальпетриере и назвал этот тип безумия «циркулярным психозом» (фр. la folie circulaire). Лекции Фальре были опубликованы за несколько дней до доклада Байярже.
В отличие от Байярже, Фальре не стал в своем докладе подробно разбирать клинические случаи отдельных пациентов, а сосредоточился на описании основных черт новой болезни. По его словам, эта болезнь отличается от обычной мании и меланхолии тем, что пациент не страдает от отдельных приступов, а мучается в постоянных повторяющихся циклах депрессии и ажитации. Фальре считал, что приступы мании при «циркулярном психозе», как правило, уступают по силе обычным маниям, а приступы депрессии легче тех, что люди испытывают при чистой меланхолии. Но сама новая болезнь по своей тяжести хуже меланхолии и мании, поскольку полное выздоровление представляется невозможным.
Как и Байярже, Фальре говорил о периоде относительного благополучия между эпизодами мании и депрессии. В это время пациент может скрывать странные замыслы, что возникли у него во время мании, а также у него могут появляться новые идеи, предвещающие наступление депрессии.
Фальре приходит к заключению, что новая болезнь является редкой, поскольку было выявлено мало случаев. Но он делает предположение, что встречаются лёгкие формы расстройства, обладателям которых удается избегать госпитализации в лечебницу. В подтверждение этой гипотезы Фальре ссылается на случаи, когда при обследовании выяснялось, что пациент уже много лет проявлял признаки расстройства, но окружающие не считали его сумасшедшим. По наблюдениям Байярже, новое расстройство тоже встречалось редко. Он, как и Фальре, работал в большой лечебнице, однако оба психиатра лично наблюдали за совсем небольшим количеством случаев.
Фальре говорил о том, что наследственность играет важную роль в этом расстройстве, а у женщин оно встречается в три раза чаще, чем у мужчин.
Впоследствии Байярже в резких тонах настаивал на своём приоритете в открытии нового расстройства, а Фальре потерял к нему интерес и в дальнейшем упоминал о нём совсем редко. Мнения во французском сообществе психиатров разделились и менялись со временем: сначала большинство встало на сторону Байярже, позже многие стали признавать приоритет Фальре.

## Эмиль Крепелин и маниакально-депрессивная болезнь
Идеи Фальре и Байярже оказали влияние на психиатрию в Германии. Хорошее знакомство с их исследованиями и работами демонстрирует немецкий психиатр Карл Кальбаум, который ввёл в научный оборот понятие «циклотимия».
Однако, когда немецкий психиатр Эмиль Крепелин разрабатывал свою концепцию маниакально-депрессивной болезни, он не ссылался ни на Фальре, ни на Байярже. Крепелина мало занимала обозначенная им маниакально-депрессивная болезнь. Основное предназначение концепции маниакально-депрессивной болезни заключалось в том, чтобы продемонстрировать возможность альтернативы для развития «деменции прекокс», болезни, которая, согласно идеям Крепелина, всегда прогрессировала и вела к неизбежному ухудшению состояния пациента. В этом заключалось основное отличие от маниакально-депрессивной болезни, при которой состояние пациента не ухудшалось неизбежно, а также возможным являлось восстановление.
Крепелин сосредоточил основное внимание на течении психического расстройства, оценке того, как за долгое время меняется состояние пациента. В этом его подход сильно отличался от подхода психиатров Теодора Мейнерта и Карла Вернике, которые жили в его время и проявляли больше интереса к работе мозга и неврологии. Крепелин пришёл к выводу, что, несмотря на множество различий в симптомах, все расстройства можно разделить на две большие группы в зависимости от течения болезни: деменцию прекокс и маниакально-депрессивную болезнь. Деменция прекокс, или преждевременное слабоумие, объединяла в себе черты расстройств, ранее часто определявшиеся как самостоятельные болезни: кататонию, гебефрению и параноидный психоз. Согласно Крепелину, всё это разные варианты одной болезни. Данная концепция оказала существенное влияние на будущую теорию психиатрии, и позже на основе «деменции прекокс» возникло понятие «шизофрении». Однако у Крепелина не было возможности систематически наблюдать за пациентами, которые не возвращались в лечебницу после госпитализации, что внесло искажение в его наблюдения и помешало оценить вероятность того, как в действительности может меняться состояние пациента после полноценного психоза. В настоящее время считается установленным, что течение шизофрении обнаруживает значительное многообразие и не связано с неизбежностью хронического развития или прогрессирующего нарастания дефекта; в некоторых случаях выздоровление бывает полным или почти полным.
В категории маниакально-депрессивной болезни Крепелина были представлены аффективные расстройства с различными проявлениями и характеристиками. Был включён даже послеродовой психоз, потому что за ним обычно следует улучшение, что являлось главным признаком маниакально-депрессивной болезни. В основе классификации психических расстройств, по утверждению Крепелина, не должно лежать одно простое наблюдение за тем, что у пациента приступ ступора сменяется на состояние ажитации. Такое можно наблюдать и при деменции прекокс, и при прогрессивном параличе (нейросифилисе). Но если состояние пациента не ухудшается со временем, то периодически повторяющиеся мании могут служить признаком маниакально-депрессивной болезни. Крепелин также указывал на сложность в проведении чётких границ в сфере аффективных расстройств, потому что состояния в рамках аффективных расстройств могут сменять друг друга и смешиваться. Например, можно встретить депрессию с ажитацией или манию с заторможенностью, а также гневливую манию. Обнаружить какой-то строгий порядок в сфере аффективных расстройств представлялось Крепелину невозможным. Это послужило основанием тому, чтобы объединить множество расстройств, которые раньше рассматривались по отдельности, в одну большую категорию.

### Критика Крепелина
Объединение Крепелином разных аффективных расстройств в одну категорию маниакально-депрессивной болезни вызывало возражения у видных психиатров той эпохи. Карл Вернике был не согласен с такой классификацией и выделял пять разных типов меланхолии. Периодически повторяющиеся эпизоды депрессии или эпизоды мании, по его мнению, отличались от случаев, когда мания переходит в депрессию. Вернике считал, что Крепелин прав, уделяя внимание течению болезни, но одного этого недостаточно для полноценного понимания природы психических расстройств. Изучение симптомов может тоже оказаться полезным. На их основе, согласно Вернике, может быть, удастся локализовать соответствующие им повреждения в структуре и работе мозге. Идеи Вернике оказали влияние на психиатров Карла Клейста и Карла Леонгарда, которые стали разрабатывать концепции униполярных и биполярных форм психических расстройств.

## Идеи Клейста и Леонгарда
Карл Клейст разделял критическое отношение Вернике к классификации Крепелина. В Первую мировую войну он проходил службу как военный врач и на основе своего армейского опыта утвердился во мнении, что черепно-мозговые травмы в определённой области могут вызвать специфические психические нарушения. Карл Клейст разделил психозы на три типа: психомоторный, тревожный и со спутанным сознанием. Также он развивал концепцию «циклоидного психоза», который может проявляться в форме одного из трёх типов психоза. Это расстройство отличалось от шизофрении и маниакально-депрессивной болезни и занимало между ними промежуточное положение.
Клейст различал моноформные (или униполярные) расстройства, которые демонстрировали постоянство в симптомах, и мультиполярные, которые менялись в своих проявлениях.
Карл Леонгард стал развивать идеи Клейста, обращая больше внимания на факторы наследственности. Он пришел к выводу, что у пациентов с манией в роду были родственники с манией, а у пациентов с депрессией — родственники с депрессией, но не с манией.
Клейст и Леонгард создали достаточно сложную систему классификации психических расстройств, основанную на разных критериях. Из-за своей сложности эта система не получила признания в Европе и США. Изоляция Германии во время войны тоже препятствовала распространению этой классификации.

## Возникновение понятия биполярного расстройства
Концепция биполярного расстройства очень сильно отличается от концепции маниакального-депрессивного психоза, созданной Крепелином. Появление нынешних представлений о биполярном расстройстве связывают с исследованиями психиатров Жюля Ангста и Карло Перриса. На них повлияли работы Карла Леонгарда. Особенно заметно это влияние было в исследованиях Перриса, который направил свои усилия на проверку утверждений Леонгарда о том, что мания передается по наследству.
Карло Перрис получил медицинское образование в Италии, но позже перебрался работать в Швецию. Проверяя гипотезу Леонгарда о том, что мания передается по наследству, Перрис сравнивал пациентов с расстройством, которое сейчас назвали бы биполярной депрессией, с пациентами, которых сейчас бы признали страдающими рекуррентной униполярной депрессией, а тогда определяли как больных эндогенной депрессией. Предположение Перриса заключалось в том, что причины этих расстройств связаны с разными генами. Исследования подтвердили его предположения, однако доказательства были не очень сильными. У пациентов с биполярным расстройством чаще встречались родственники с биполярным расстройством, а у пациентов с униполярной депрессии в роду чаще встречались родственники с таким же расстройством. У людей с биполярным расстройством было больше психологических травм в детстве, а у пациентов с униполярной депрессией соматическое заболевание чаще предшествовало первому эпизоду. Перрис писал по этому поводу: «Однако генетическая часть исследования демонстрирует, что наследственность отличается у двух разных групп. У каждой группы она особенная. Это довод против гипотезы о том, что биполярный и униполярный психоз являются разными проявлениями одной и той же болезни, и поддерживает утверждение, что это две разные нозологические сущности».
Примерно одновременно с Перрисом к схожим выводом пришел швейцарский психиатр Жюль Ангст. Изучая отобранную группу из 326 пациентов, которые проходили лечение в городе Цюрихе с 1959 по 1963 год, он делает заключение, что униполярная депрессия сильно отличается от биполярного расстройства по множеству критериев, таких как генетическая предрасположенность, течение болезни, пол пациентов. Ангст утверждал, что женщины чаще страдают эндогенной депрессией, однако одинаковое количество мужчин и женщин страдают биполярным расстройством.
В своей статье 2001 года Ангст прямо говорил о «воскрешении» идей Фальре и Байярже о «циркулярном психозе» и «помешательстве в двух формах». По мнению Ангста, их с Перрисом исследования на тему существования биполярного расстройства не просто способствовали возрождению концепции французских психиатров XIX века, но также серьёзно развивали, уточняли и дополняли эти идеи.
В 1967 году Джордж Винокур в США стал изучать семейные истории пациентов с маниакально-депрессивной болезнью. Результаты его исследований были похожи на выводы Перриса и Ангста. В 1969 году Винокур совместно с коллегами представил в книге новую классификацию, предполагающую разделение на униполярный и биполярный типы.
Новая классификация вначале вызвала возражения у европейских психиатров, отдававших предпочтение старой системе Крепелина. Также существенным минусом новой классификации являлось отсутствие метода, позволяющего отличить униполярную депрессию от биполярного расстройства до начала первого эпизода мании. Популярности новой классификации способствовал подъём интереса в сообществе психиатров к литию как к специфическому средству, подавляющему приступы мании. Именно после введения в клиническую практику лития в 1970 году диагноз биполярного расстройства стал выставляться в США гораздо чаще.
Постоянные неудачи попыток обнаружить нейробиологические причины психических расстройств привели к обвинению клиницистов в том, что они не способны выделить гомогенные группы пациентов с одинаковым расстройством. Это стало стимулом к поиску новой, более сложной системы дифференциации аффективных расстройств, разделявшей их на типы и даже подтипы.
После разделения на тип униполярной депрессии, при котором отсутствуют мании, и биполярный тип с маниями, приводящими к госпитализации, психиатры столкнулись с пациентами, которые занимали промежуточное положение между этими типами. У них были и эпизоды депрессии, и лёгкие эпизоды гипомании, которые не заканчивались госпитализацией. В 1976 году американский психиатр Дэвид Даннер совместно с коллегами предложил разделить биполярное расстройство на два типа. Пациенты с биполярным расстройством I типа, по этой классификации, испытывают эпизоды полноценной мании, приводящие к госпитализации. Пациенты с биполярным расстройством II типа испытывают эпизоды депрессии и эпизоды гипомании, не влекущей за собой госпитализацию.

## Романтизация биполярного расстройства
Достаточно давно различные мыслители находили связь между безумием и выдающимися способностями, приписывали гениям прошлого определённые психические расстройства. В начале 1990-х годов гениальность связывали с шизофренией, но позже эту нишу «модной болезни» начинает занимать биполярное расстройство. Профессор психологии Кей Джеймисон в 1993 году опубликовала книгу «Прикосновение огнём». В этой книге Джеймисон анализирует биографии знаменитых людей и делает вывод, что множество поэтов, художников, композиторов XIX и XX века страдали маниакально-депрессивной болезнью. Позже Джеймисон напишет автобиографическую книгу «Беспокойный ум: Моя победа над биполярным расстройством», где подробно рассказала уже о своем собственном опыте жизни с биполярным расстройством.

## Биполярное расстройство в социальных медиа и биполярная идентичность
С распространением социальных медиа появились люди, которые рассказывают в блогах о своей жизни с диагнозом «биполярное расстройство». Английский психиатр Джоанна Монкрифф совместно с другими исследователями решила провести качественный анализ таких блогов. Цель исследования заключалась в том, чтобы понять, как для себя такие люди определяют причины биполярного расстройства, что считают его симптомами, что думают о терапии. Для анализа было отобрано 22 популярных блогера, утверждавших, что имеют диагноз биполярного расстройства. Пятнадцать обозначили себя как женщины, четверо — как мужчины, а гендерная принадлежность троих осталась неизвестной.
Большинство блогеров считали, что главным признаком биполярного расстройства являются чрезвычайно сильные колебания настроения. Некоторые из них утверждали, что иногда испытывают состояние «мании», которое дает им прилив продуктивной энергии, другие утверждали, что мания приносила им только проблемы и трудности в личной жизни. Некоторые блогеры описывали свою жизнь как постоянную борьбу с биполярным расстройством, однако с трудом могли определиться, является ли биполярное расстройство не зависящим от них процессом или же это часть личности. Двое блогеров называли своё расстройство «монстром» и «зверем». Один из них заявил, что боится того, что он сам и есть тот «монстр».
Многие блогеры говорили, что желали получить диагноз биполярного расстройства и были уверены о нём задолго до того, как его официально поставил специалист. Причиной биполярного расстройства они считали неправильное функционирование мозга. Некоторые говорили, что стресс может вызвать резкое ухудшение симптомов. Большинство блогеров были убеждены в том, что нужно постоянно следить за перепадами настроения, эмоциями и поведением, чтобы не потерять над собой контроль.
Восемнадцать блогеров упоминали, что принимают психотропные препараты. Большинство было довольно эффектом фармакотерапии, однако некоторые отзывались негативно или видели не только положительные, но и отрицательные стороны такой терапии. Довольные эффектом препаратов высказывали мнение, что биполярное расстройство — это болезнь, которую можно вылечить нужным лекарством. Некоторые принимали одновременно несколько разных препаратов и говорили о важности подбора правильной «схемы» лечения, для чего, по их мнению, может понадобиться несколько лет. Также в блогах встречались утверждения людей, что благодаря медикаментам они восстановились и отчасти вернулись в прежнее состояние, в котором они пребывали до начала расстройства. Блогеры, которые негативно высказывались о действии препаратов, говорили о том, что препараты подавляют их личность, заставляют чувствовать себя заторможенными и затрудняют деятельность.